# HMCS Magog (K673)
«Мейгог» (K673) (англ. HMCS Magog (K673) — військовий корабель, фрегат типу «Рівер» Королівського флоту Канади за часів Другої світової війни.
Фрегат «Мейгог» був закладений 16 червня 1943 року на верфі компанії Canadian Vickers Ltd. у Монреалі. 22 вересня 1943 року він був спущений на воду, а 7 травня 1944 року відразу увійшов до складу Королівських ВМС Канади.
14 жовтня 1944 року «Мейгог» діяв у складі ескортної групи конвою ONS 33G, що рушила у затоці Святого Лаврентія. О 19:25 за місцевим часом він був торпедований і серйозно пошкоджений німецьким підводним човном U-1223 поблизу Пуант-де-Мон (поблизу Бе-Трініте, Квебек). Унаслідок влучення торпеди фрегат втратив 20 м корми, загинуло 3 члени екіпажу, ще троє дістали поранення. Але корабель залишився на плаву. Пошкоджений «Мейгог» був взятий на буксир спочатку фрегатом «Торонто», потім корветом «Шовінген», які перетягнули його до безпечної бухти, а пізніше до Квебеку за допомогою рятувального буксира Lord Strathcona. Комісія, оцінивши масштаби пошкоджень, визнала корабель тотально зруйнованим і незабаром його списали та здали на злам.